# فیبل ۳
فیبل ۳ (به انگلیسی: Fable III) یک بازی ویدئویی به سبک نقش‌آفرینی اکشن از مجموعه بازی‌های فیبل است که توسط لاین‌هد استودیوز توسعه یافته و به‌وسیلهٔ استودیو بازی مایکروسافت در سال ۲۰۱۰ برای ایکس‌باکس ۳۶۰ و ویندوز منتشر شد.